# Séverin de Paris
Pour les articles homonymes, voir Saint Séverin.
Saint Séverin de Paris (v. 540) est un ermite ayant vécu au VIe siècle à Paris. Attiré par la vie contemplative, il passa une grande partie de sa vie enfermé dans une cellule, sur les bords de Yonne, priant et méditant. Son exemple attira de nombreux Parisiens, qui se firent ses disciples et le prirent pour modèle de dévotion, de piété et d'humilité. Saint Cloud fut l'un d'entre eux. 
Il est enterré sur son lieu d'ermitage, devenu l'église Saint-Séverin (5e arrondissement de Paris). 
Il est fêté le 23 novembre, mais inscrit au Martyrologe romain et fêté anciennement le 27 novembre : Lutetiae Parisiorum depositio sancti Severini, Monachi et Solitarii. (« Déposition de saint Séverin, moine et solitaire à Paris ».